# Phân hiệu Trường Đại học Giao thông Vận tải tại Thành phố Hồ Chí Minh
Phân hiệu Trường Đại học Giao thông Vận tải tại Thành phố Hồ Chí Minh (tiếng Anh: University of Transport and Communications, Campus in Ho Chi Minh City – UTC2) là cơ sở đào tạo phía Nam của Trường Đại học Giao thông Vận tải có trụ sở tại Hà Nội, một trường đại học công lập hàng đầu chuyên đào tạo nhóm ngành kỹ thuật và kinh tế trong giao thông vận tải tại Việt Nam. Sau ngày miền Nam hoàn toàn giải phóng, để đáp ứng nhu cầu mới cho sự nghiệp xây dựng đất nước nói chung và phát triển giao thông vận tải khu vực phía Nam nói riêng, ngày 27 tháng 4 năm 1990, Bộ trưởng Bộ Giáo dục và Đào tạo ký Quyết định số 139/TCCB thành lập Cơ sở II (nay là Phân hiệu) tại Thành phố Hồ Chí Minh của Trường Đại học Giao thông Vận tải trực thuộc Bộ Giáo dục và Đào tạo.

## Đội ngũ cán bộ giảng viên
Tính đến tháng 05/2023 Phân hiệu có hơn 184 giảng viên và cán bộ nhân viên cơ hữu trong đó có 5 Phó Giáo sư, 32 tiến sĩ, 32 giảng viên chính, 86 Thạc sĩ.

## Các chuyên ngành đào tạo đại học và cơ sở vật chất
Chất lượng đào tạo của cơ sở Hà Nội và Phân hiệu đã được kiểm định là tương đương nhau.
Từ một ngành (Kinh tế vận tải) năm 1990, đến nay (2016) Phân hiệu đã đào tạo hầu hết các chuyên ngành trong tổng số hơn 50 chuyên ngành đào tạo của Nhà trường, bao gồm:
| Thứ tự | Tên ngành và chuyên ngành                                            |
| ------ | -------------------------------------------------------------------- |
| 1      | Ngành cơ khí                                                         |
|        | 1.1- Chuyên ngành Cơ khí ô tô                                        |
|        | 1.2- Cơ giới hóa xây dựng công trình giao thông                      |
| 2      | Ngành Kinh tế vận tải                                                |
|        | 2.1- Chuyên ngành KTVT và Du lịch                                    |
| 3      | Ngành Kinh tế Bưu chính – Viễn thông                                 |
| 4      | Ngành Kinh tế xây dựng                                               |
|        | 4.1- Chuyên ngành Kinh tế xây dựng công trình GT                     |
|        | 4.2- Chuyên ngành Kinh tế và quản lý khai thác công trình cầu- đường |
| 5      | Ngành Quản trị kinh doanh                                            |
|        | 5.1- Chuyên ngành QTKD Giao thông vận tải                            |
| 6      | Ngành Kỹ thuật Điều khiển và Tự động hóa                             |
|        | 6.1 - Chuyên ngành Tự động hóa                                       |
| 7      | Ngành Kỹ thuật Điện tử Viễn thông                                    |
|        | 7.1- Chuyên ngành Kỹ thuật Viễn thông                                |
|        | 7.2- Chuyên ngành Kỹ thuật Điện tử và Tin học công nghiệp            |
| 8      | Ngành Kỹ thuật Điện                                                  |
|        | 8.1- Chuyên ngành Trang bị điện                                      |
| 9      | Ngành Công nghệ thông tin                                            |
|        | 9.1- Chuyên ngành Công nghệ phần mềm                                 |
|        | 9.2- Chuyên ngành Hệ thống thông tin                                 |
|        | 9.3- Chuyên ngành Khoa học máy tính                                  |
| 10     | Ngành xây dựng công trình thông                                      |
|        | 10.1- Chuyên ngành Cầu- Hầm                                          |
|        | 10.2- Chuyên ngành Đường bộ                                          |
|        | 10.3- Chuyên ngành Cầu- Đường bộ                                     |
|        | 10.4- Chuyên ngành Công trình GT công chính                          |
|        | 10.5- Chuyên ngành Công trình GT Thành phố                           |
|        | 10.6- Chuyên ngành Đường hầm và Metro                                |
|        | 10.7- Chuyên ngành Đường ô tô và sân bay                             |
|        | 10.8- Chuyên ngành Cầu- đường ô tô, sân bay                          |
|        | 10.9- Chuyên ngành Kỹ thuật giao thông đường bộ                      |
| 11     | Ngành Kỹ thuật xây dựng                                              |
|        | 11.1- Chuyên ngành xây dựng dân dụng và công nghiệp                  |
| 12     | Ngành Kỹ thuật môi trường                                            |
|        | 12.1- Chuyên ngành Kỹ thuật môi trường                               |
| 13     | Ngành Kế toán                                                        |
|        | 13.1- Chuyên ngành Kế toán tổng hợp                                  |

Phân hiệu là một bộ phận cấu thành quan trọng của Trường Đại học Giao thông Vận tải trực thuộc Bộ Giáo dục và Đào tạo. Trường tọa lạc trên diện tích hơn 16ha tại Quận 9, Thành phố Hồ Chí Minh, quy mô đào tạo gần 10.000 sinh viên và học viên các hệ.

## Lãnh đạo phân hiệu

### Lãnh đạo nhà trường và phân hiệu:
- Phó Bí thư Đảng ủy - Hiệu trưởng: PGS-TS. Nguyễn Văn Hùng
- Bí thư Đảng ủy - Chủ tịch Hội đồng Trường: PGS.TS. Nguyễn Thanh Chương
- Phó Hiệu trưởng: PGS. TS. Lê Hoài Đức
- Hiệu trưởng kiêm Giám đốc Phân hiệu: PGS-TS. Nguyễn Văn Hùng
- Phó Giám đốc thường trực phân hiệu: TS. Nguyễn Thạc Quang
- Phó Giám đốc phân hiệu: TS. Võ Trường Sơn

### Lãnh đạo các đoàn thể:
- Chủ tịch Công Đoàn: ThS. Võ Hồng Lâm
- Bí thư Đoàn thanh niên: CN. Thiều Trung Din
- Chủ tịch Hội Sinh viên: SV. Dương Minh Phước

## Lịch sử
Phần dưới đây là lịch sử hình thành và phát triển của Trường đại học Giao thông Vận tải. Chứ không phải riêng phân hiệu tại TP.HCM.
Trường Đại học Giao thông Vận tải ngày nay có tiền thân là Trường Cao đẳng Công chính trước khi đất nước giành được độc lập 2/9/1945 và được khai giảng lại dưới chính thể Việt Nam Dân chủ Cộng hòa.
- Ngày 13/4/1946 Chủ tịch Hồ Chí Minh ký sắc lệnh số 50 đổi tên trường Cao đẳng Công chính thành Trường Đại học Công chính;
- Tháng 12/1946, Trường ngừng công tác giảng dạy và đào tạo học tập để phục vụ kháng chiến;
- Tháng 10/1947, Trường được tái giảng dạy tại Chùa Viên - Phú Xuyên;
- Tháng 4/1948, Trường rời địa điểm tới huyện Yên Mô tỉnh Ninh Bình;
- Ngày 1/2/1949, theo sắc lệnh số 02/SL và theo nghị quyết số 60 ngày 24/2/1949 Trường Đại học Công Chính đổi tên thành Trường Cao đẳng Kỹ thuật;
- Ngày 1/1/1952 Trường được đổi tên thành Trường Cao đẳng Giao thông Công Chính;
- Tháng 4/1955, Trường trở về Hà Nội tái xây dựng cơ sở mới tại Cầu Giấy;
- Tháng 8/1956, Trường được tách ra thành hai trường Trung cấp giao thông và Trung cấp Thủy Lợi - Kiến Trúc;
- Tháng 8/1960 Bộ Giao thông Vận tải quyết định thành lập ban xây dựng Trường Đại học Giao thông Vận tải;
- Ngày 24/3/1962 Thủ tướng Phạm Văn Đồng ký quyết định số 42/CP thành lập Trường Đại học Giao thông Vận tải;
- Tháng 8/1965 Trường đưa toàn bộ lực lượng đi sơ tán tại Mai Sưu - Bắc Giang.
- Ngày 23/7/1968 Trường đổi tên thành Đại học Giao thông Đường Sắt và Đường Bộ, đồng thời thành lập phân hiệu Đại học Giao thông Đường Thủy ở Hải Phòng;
- Tháng 9/1969 Trường chuyển từ Mai Sưu về Hà Nội;
- Tháng 7/1983 Trường được bàn giao từ Bộ Giao thông Vận tải sang Bộ Đại học và Trung học chuyên nghiệp (Bộ GDĐT) quản lý toàn diện;
- Tháng 11/1985 Trường đổi tên thành trường Đại học Giao thông Vận tải;
- Tháng 4/1990 Trường chính thức thành lập cơ sở 2 tại quận 9, thành phố Hồ Chí Minh.
- Tháng 7/2016 Trường được Bộ trưởng Bộ Giáo dục và Đào tạo ký quyết định nâng cấp thành Phân hiệu Trường Đại học Giao thông Vận tải tại Thành phố Hồ Chí Minh.[2]

Ngày truyền thống của trường là 15 tháng 11.

## Thành tích
- Huân chương lao động hạng Nhất, Nhì, Ba (2010, 2005, 2000)
- Cờ thi đua chính phủ (2009,2020)
- Bằng khen của UB ATGT quốc gia (1998)
- Bằng khen của Bộ trưởng bộ GDĐT (1995,1999,2007,2010,2012,...)
- Bằng khen của Thủ tưởng Chính phủ và các Bộ, Ngành, địa phương khu vực phía Nam.

Và nhiều khen thưởng của Công đoàn giáo dục Việt Nam, UBND TP.HCM,..